# Hymn
Hymn que significa Hear Your Music aNywhere (escucha tu música en cualquier parte) es una aplicación de software, y el sucesor del programa PlayFair (JuegaLimpio). El propósito de Hymn, de acuerdo a su autor (que es actualmente anóimo por temor de ser imputado en un procedimiento judicial), es permitir a la gente a ejercer su uso legítimo de derechos en virtud de la ley de copyright de Estados Unidos.
El programa permite al usuario quitar las restricciones DRM de FairPlay a la música comprada en iTunes Store. 
La mayoría de los programas de eliminación de DRM se basan en la re-compresión de los archivos multimedia que son capturados después de salir por iTunes. Esto provoca cierta pérdida de calidad. Sin embargo, Hymn puede eliminar los DRM sin reducción en la calidad de sonido, ya que captura la fuente pura de AAC generada por iTunes al abrir cada canción, y guarda estos datos mediante una estructura de compresión idéntica a la de la archivo original, conservando la calidad y el tamaño de archivo pequeño. Los archivos resultantes pueden ser reproducidos fuera del entorno de iTunes, incluyendo sistemas operativos no compatibles con iTunes. Funciona (con un iPod enchufado al ordenador) en Mac OS X, en muchas variantes de Unix, y también en Windows (con o sin iPod). 
La versión de Mac OS X incluye interfaz gráfica de usuario con función de arrastrar y soltar. Las demás plataformas solo disponían de una interfaz de línea de comandos. No obstante, binarios precompilados están disponibles para Mac OS X y Windows, y el código fuente está disponible para todas las plataformas. También hay una versión del programa, llamada JHymn, basada en Java con interfaz gráfica de usuario, la cual sustituyó a Hymn como software oficial del proyecto The Hymn Proyect. El programa y su código fuente están disponibles bajo GNU General Public License.
El sitio web de Hymn anunció que, ya que los usuarios ya no pueden comprar música usando iTunes 5 o superior, el DRM de iTunes por el momento se elimina mejor con el uso de MyFairTunes6 o QTFairUse6. Estos programas trabajan actualmente con la última versión de iTunes. 
El 20 de febrero de 2008 el administrador del foro anunció que no se permitía en adelante publicar software que permita eliminar los DRM de compras o alquileres en iTunes Store en el foro. El sitio recibió una orden de cese que no se violará hasta nuevo aviso: "Until further notice, no links are to be posted anywhere on the site to programs that can strip DRM from any of Apple's music or videos. Any user who does so will get the link removed and a warning from us. Any further infraction will get you banned permanently." En el apartado de preguntas frecuentes se afirma que cualquier persona que envíe un enlace a un programa de eliminación de DRM será baneada sin previo aviso. Por tanto, el programa ya no se encuentra disponible para su descarga en la web oficial.